# Universidad Nacional San Luis Gonzaga
La Universidad Nacional San Luis Gonzaga (UNICA) es una universidad pública ubicada en la ciudad de Ica, Perú. Fue creada mediante Ley N.º 12495 del 20 de diciembre de 1955. Toma su denominación del santo católico Luis Gonzaga, un religioso jesuita italiano del siglo XIV declarado patrón de la juventud.

## Historia
La Universidad Nacional San Luis Gonzaga debe su origen al reclamo realizado inicialmente por el diario «La Voz de Ica» en 1945, el cual solicitaba contar con un centro de estudios superior que brindara formación profesional a la juventud local. Este reclamo fue asumido por el entonces senador iqueño Félix Rocha Revatta, quien en 1955 presentó un proyecto de ley en el Congreso de la República con el fin de establecer una universidad en la ciudad de Ica, el mismo que se cristalizó mediante la Ley N.° 12495 del 20 de diciembre del mismo año. En la referida ley se autorizaba además ceder a la naciente universidad los inmuebles del Colegio Nacional San Luis Gonzaga de Ica.
La universidad empezó sus labores académicas con solo dos facultades: Letras y Ciencias, creándose diversas facultades como Medicina Humana, Odontología, Derecho, Ciencias Económicas, etc. Más adelante, en la década de los ochenta, se crea la facultad de Minas y Metalúrgia, con sus especialidades de Minas y Metalurgia en Nazca, Medicina Veterinaria y Zootecnia en Chincha, Ingeniería Pesquera y Alimentos en Pisco, la escuela de Educación Física en Palpa y el anexo de la facultad de Ingeniería Mecánica en Lima.
El 28 de octubre de 2019, la Superintendencia Nacional de Educación Superior Universitaria (SUNEDU) denegó el licenciamiento institucional al considerar que la universidad no cumplió con las condiciones básicas de calidad para la prestación del servicio de enseñanza universitaria, lo cual supondría su cierre en un plazo de 2 años. No obstante de acuerdo al Decreto Supremo N°016-2019-MINEDU al tratarse de una universidad pública se ejecutó un plan de emergencia destinado al cumplimiento de las condiciones básicas de calidad con el fin obtener el licenciamiento institucional.
El 14 de enero de 2022, tras cumplir con las nuevas medidas de las Condiciones Básicas de Calidad para el licenciamiento, la Universidad Nacional San Luis Gonzaga de Ica obtuvo el licenciamiento institucional de la SUNEDU, siendo además la primera universidad (universidad pública) con licencia previamente denegada en lograrlo.

## Áreas académicas

### Pregrado
| Facultad                                           | Programas académicos |
| -------------------------------------------------- | --- |
| Administración                                     | - Administración |
| Agronomía                                          | - Agronomía |
| Arquitectura                                       | - Arquitectura |
| Ciencias                                           | - Estadística - Física - Matemática e Informática |
| Ciencias Biológicas                                | - Ciencias Biológicas |
| Ciencias de la Comunicación, Turismo y Arqueología | - Arqueología - Ciencias de la Comunicación - Turismo |
| Ciencias de la Educación y Humanidades             | - Ciencias de la Educación en Ciencias Biológicas y Química - Ciencias de la Educación en Ciencias Matemáticas e Informática - Ciencias de la Educación en Educación Artística - Ciencias de la Educación en Educación Inicial - Ciencias de la Educación en Educación Física - Ciencias de la Educación en Educación Primaria - Ciencias de la Educación en Filosofía, Psicología y Ciencias Sociales - Ciencias de la Educación en Historia y Geografía - Ciencias de la Educación en Lengua y Literatura |
| Ciencias Económicas y Negocios Internacionales     | - Economía - Negocios Internacionales |
| Contabilidad                                       | - Contabilidad |
| Derecho y Ciencia Política                         | - Derecho |
| Enfermería                                         | - Enfermería |
| Farmacia y Bioquímica                              | - Farmacia y Bioquímica |
| Ingeniería Ambiental y Sanitaria                   | - Ingeniería Ambiental y Sanitaria |
| Ingeniería Civil                                   | - Ingeniería Civil |
| Ingeniería de Minas y Metalurgia                   | - Ingeniería de Minas - Ingeniería Metalúrgica |
| Ingeniería de Sistemas                             | - Ingeniería de Sistemas |
| Ingeniería Mecánica Eléctrica y Electrónica        | - Ingeniería Electrónica - Ingeniería Mecánica Eléctrica |
| Ingeniería Pesquera y de Alimentos                 | - Ingeniería de Alimentos - Ingeniería Pesquera |
| Ingeniería Química                                 | - Ingeniería Química |
| Medicina Humana"Dr. Daniel Alcides Carrión"        | - Medicina Humana |
| Medicina Veterinaria y Zootecnia                   | - Medicina Veterinaria y Zootecnia |
| Obstetricia                                        | - Obstetricia |
| Odontología                                        | - Odontología |
| Psicología                                         | - Psicología |

### Posgrado

#### Maestrías
| Facultad                                           | Programa académico |
| -------------------------------------------------- | --- |
| Administración                                     | - Administración - Mención Gestión Empresarial - Administración - Mención Gestión Pública                                                       |
| Agronomía                                          | - Agronomía - Mención Agronegocios - Agronomía - Mención Producción Agrícola                                                                    |
| Ciencias de la Comunicación, Turismo y Arqueología | - Ciencias de la Comunicación - Mención Comunicación para el desarrollo                                                                         |
| Ciencias de la Educación y Humanidades             | - Educación - Mención Administración y Planificación de la Educación Superior - Educación - Mención Gestión Educativa                           |
| Ciencias Económicas y Negocios Internacionales     | - Economía - Mención Finanzas |
| Contabilidad                                       | - Contabilidad - Mención Contabilidad de Gestión - Contabilidad - Mención Política y Administración Tributaria                                  |
| Derecho y Ciencia Política                         | - Derecho - Mención Ciencias Penales - Derecho - Mención Civil y Comercial                                                                      |
| Enfermería                                         | - Enfermería - Mención Ciencias de la Enfermería                                                                                                |
| Farmacia y Bioquímica                              | - Farmacia y Bioquímica - Mención Gestión y Atención Farmacéutica - Farmacia y Bioquímica - Mención Química Farmacéutica                        |
| Ingeniería Civil                                   | - Ingeniería Civil - Mención Gestión y Gerencia de la Construcción - Ingeniería Civil - Mención Ingeniería en la Gestión de Riesgo de Desastres |
| Ingeniería de Minas y Metalurgia                   | - Ingeniería de Minas y Metalurgia - Mención Gestión Integrada del Medio Ambiente, Seguridad, Salud Ocupacional y Calidad en Minería            |
| Ingeniería de Sistemas                             | - Ingeniería de Sistemas - Mención Gestión de la Tecnología de la Información                                                                   |
| Ingeniería Mecánica Eléctrica y Electrónica        | - Ingeniería Mecánica y Eléctrica - Mención Energía y Medio Ambiente - Ingeniería Mecánica y Eléctrica - Mención Ingeniería de Mantenimiento    |
| Ingeniería Pesquera y de Alimentos                 | - Ciencias del Mar - Mención Acuicultura - Ciencias de los Alimentos - Mención Tecnología de Alimentos                                          |
| Ingeniería Química                                 | - Ingeniería Química - Mención Procesos Químicos y Ambientales                                                                                  |
| Medicina Humana"Dr. Daniel Alcides Carrión"        | - Medicina Humana - Mención Ecografía - Medicina Humana - Mención Gestión de Servicios de Salud - Salud Pública                                 |
| Medicina Veterinaria y Zootecnia                   | - Ciencias Veterinarias - Mención Sanidad, Producción Animal y Medio Ambiente                                                                   |
| Odontología                                        | - Odontología |

#### Doctorados
| Facultad                                    | Programa académico           |
| ------------------------------------------- | ---------------------------- |
| Administración                              | - Ciencias Empresariales     |
| Ciencias de la Educación y Humanidades      | - Educación                  |
| Derecho y Ciencia Política                  | - Derecho y Ciencia Política |
| Ingeniería Ambiental y Sanitaria            | - Gestión Ambiental          |
| Medicina Humana"Dr. Daniel Alcides Carrión" | - Salud Pública              |